# Grad Montségur
Grad Montsegur (francosko Château de Montségur, languedoško Castèl de Montsegur) je trdnjava v bližini Montségurja, v departmaju Ariège na jugu Francije. Ruševine so kraj uničenja trdnjave katarov. Sedanja trdnjava na tem mestu, čeprav je opisana kot eden izmed katarskih gradov, je pravzaprav iz poznejšega obdobja. Francosko ministrstvo za kulturo jo je leta 1862 razglasilo za zgodovinski spomenik.

## Geografija
Ruševine gradu Montségur so postavljene na presenetljivi višini 1207 metrov, na jugu Francije v bližini Pirenejev. Leži v osrčju francoske regije Oksitanije, 80 km jugozahodno od Carcassonneja. Montségur dominira na skali, znani kot puòg ali puèg - izraz, ki izhaja iz okcitanskega narečja anguedoščine - in pomeni 'vrh, hrib, gora'. Do vrha ruševine pripelje pot in je 170 m nad cesto.

## Zgodovina
Najstarejši znaki poselitve ljudi na tem območju segajo v kameno dobo. Dokazi o rimski okupaciji, kot so rimski novci in orodje, so bili najdeni tudi na lokaciji in okoli nje. Ime izvira iz latinske mons securus, ki se je v okcitanskem jeziku razvilo v mont ségur, kar pomeni 'varen hrib'. V srednjem veku so območje Montsegur upravljali grofje Toulouški, grofje Carcassonna in nazadnje grofje Foix. O trdnjavi je malo znanega do časa albižanske križarske vojne.

### Katarski grad
Približno leta 1204 se je Rajmond de Péreille, eden od dveh gospodov Montségurskih, drugi pa njegov bratranec Pierre-Roger de Mirepoix, odločila za obnovo gradu, ki je bil v ruševinah 40 ali več let. Grad je bil okrepljen kot mesto katarskih dejavnosti in dom Guilhaberta de Castresa, katarskega teologa in škofa. Leta 1233 je mesto postalo 'sedež in glava' (domicilium et caput) katarske cerkve. Ocenjeno je bilo, da je bilo v utrjenem mestu približno 500 ljudi, ko je leta 1241 toulouški grof Rajmond VII. brez uspeha oblegal Montsegur. Umor predstavnikov inkvizicije, približno petdeset mož iz Montsegurja in izgon v Avignonet 28. maja 1242 je bil povod za končen vojaški pohod za osvojitev gradu, obleganje Montségurja.
Leta 1242 je Hugues de Arcis vodil vojsko približno 10.000 kraljevskih čet proti gradu, ki je imel približno 100 borcev in je bil dom 211 parfait (ljudje obtoženi krivoverstva in jim je cerkev odvzela imetje in se niso borili) in civilnih beguncev.  Obleganje je trajalo devet mesecev, dokler se marca 1244 grad končno ni predal. Približno 220 katarov je bilo množično zažganih v kresu, ker se niso hoteli odreči dvoji veri. V dveh tednih pred dokončno predajo je približno 25 katarov dejansko prevzelo končno zaobljubo consolamentum perfecti. Tisti, ki so se odrekli katarski veri, so smeli oditi, grad pa je bil porušen.
V dneh pred padcem trdnjave se je več katarov domnevno izmuznilo skozi oblegovalne linije. Nastale so legende, da so pobegnili s skrivnim zakladom ali ezoteričnim znanjem. Leta 1906 je ezoterični francoski pisatelj Joséphin Péladan predlagal, da je bil zaklad relikvija svetega grala, in trdil, da je bil Montségur Munsalväsche (ali Montsalvat) Wolfmana von Eschenbacha iz 13. stoletja gral romance Parzival. Tej ideji so sledili in jo razširili različni kasnejši pisci, zlasti v Franciji, navdihovala je legende, teorije zarote in izmišljena dela, ki povezujejo katare in Montségur s svetim gralom.

### Poznejša trdnjava
Današnja ruševina trdnjave pri Montségurju ni iz časov katarov. Prvotno katarsko trdnjavo Montségur so zmagovalne kraljeve sile v celoti podrle po zajetju leta 1244. Kraljeve sile so jo v naslednjih treh stoletjih postopoma obnavljale in nadgrajevale. Sedanjo razvalino, ki tako dramatično zaseda hrib in je prikazana v ilustracijah, francoski arheologi imenujejo Montsegur III in je značilna za srednjeveško kraljevo francosko obrambno arhitekturo iz 17. stoletja. Ne gre za Montsegur II, zgradbo, v kateri so katari živeli in bili oblegani, od katere je danes ostalo le malo sledi.
Montségurjeva značilnost poravnave s soncem, vidne zlasti ob jutranjem poletnem solsticiju, so del tega, kar ta grad loči kot arhitekturno čudo. Ta pogosto omenjeni sončni pojav, ki se pojavlja pri poravnavi dveh oken v trdnjavskem zidu, je opazilo na stotine študentov, astronomov, romarjev in domačinov, ki pridejo na grad vsako leto posebej, da bi si ga ogledali in je bil posnet in vključen v dokumentarnem filmu The Otherworld (Richard Stanley) leta 2013.
Groupe de Recherches Archéologiques de Montségur et Environs (GRAME) (Arheološka raziskovalna skupina Montsegurja in okolice) je izvedla trinajstletno arheološko izkopavanje Montségurja z minimalnimi sredstvi in tehnologijo, ki so bila na voljo v letih 1964–76. V svojem Končnem poročilu, ki ni bilo široko objavljeno in ne šteje za trdno arheološko raziskavo in ji mnogi močno oporekajo, je zapisala da:
»V današnjih ruševinah ni nobene sledi. Niti prve trdnjave, ki je bila zapuščena pred 13. stoletjem (Montsegur I), niti tiste, ki jo je okoli leta 1210 zgradil Rajmond de Péreille (Montsegur II) ...« (Il ne reste aucune trace dans les ruines actuelles ni du premier château qui était à l'abandon au début du XIIIe siècle (Montségur I), ni de celui que construisit Raimon de Pereilles vers. 1210 (Montségur II) ...)
Na majhnih razvalinah terasastih bivališč, ki so neposredno zunaj oboda sedanjih trdnjavskih zidov na severovzhodnem boku, so potrjene sledi resničnih nekdanjih katarskih bivališč.
Ta majhen citat je vse, kar je mogoče najti v tej študiji, tudi nobena druga raziskava ni bila narejena. Kljub vprašljivi verodostojnosti in etičnosti je bila ponavljana in navedena v skoraj vseh dokumentih, ki jih je mogoče najti na to temo.

## V popularni kulturi
- Iron Maiden' je na svojem albumu Dance of Death" iz leta 2003 objavil pesem z naslovom Montségur, o katoliških kolih katarovh.
- Album nemške metalne skupine Paradox Heresy se ukvarja s preganjanjem katarov.
- Albumi Era aludirajo na zgodovino katarov; prvi album pa na svoji naslovnici omenja Montségur.
- V pentalogiji Petra Berlinga Otroci grala in Julie Navarro v La sangre de los inocentes je opisano obleganje Montségurja.
- Maurica Magra romana Kri Toulousea in Zaklad Albižanov se osredotočata na zgodovino katarov in obleganje Montségurja.
- V romanu Dana McNeila The Judas Apocalypse, ki je bil postavljen tik za izkrcavanjem v Normandiji med drugo svetovno vojno, gredo nemški arheolog in skupina ameriških vojakov iskat zaklad katarov, ki so ga odstranili iz Montségurja.
- Sylvie Miller in Philippa Warda roman Pesem o Montségurju (Le Chant de Montségur', 2001) rimskokatoliška cerkev izkorišča starodavno skrivnost družbe nacistov, ki iščejo [[sveti Gral v Montségurju.
- V romanu Pričakovana Kathleen McGowan je zgodba o obleganju Montsegurja v zgodovini katarov
- Roman Kate Mosse, Labirint opisuje obleganje katarov pri Montségurju in razloži nekatere vidike povezave med katari in legendo o gralu.
- E. D. deBirminghamov roman Siege Perilous', se vrti okoli obleganja Montsegurja v nekoliko alternativni / čarobni zgodovini.
- Dokumentarna filma Richarda Stanleya Skrivna slava (2001) in The Otherworld (2013) [6] podrobno opisujeta oživitev neo-katarstva v 1920-ih in 1930-ih, njene posledice v današnjem času in mitske povezave med Montségurjem in gralom.